# Lothar Koenigs
Lothar Koenigs (* 1965 in Aachen) ist ein deutscher Dirigent.

## Leben
Lothar Koenigs besuchte das Kaiser-Karls-Gymnasium in Aachen und studierte anschließend Klavier und Dirigieren an der Hochschule für Musik Köln. Nach dem Studium hatte er Engagements in Hagen, Münster und Bonn. Von 2000 bis 2003 war er Generalmusikdirektor an den Städtischen Bühnen Osnabrück. Seit 2009 ist Lothar Koenigs Music Director der Welsh National Opera.
An der Opéra national de Lyon dirigierte er im Jahr 2003 Alban Bergs Wozzeck. Daran schlossen sich Engagements an der Dresdner Semperoper mit Don Giovanni und an der Wiener Staatsoper und der Metropolitan Opera in New York mit Don Giovanni an. 2004 dirigierte er in Lyon einen Janáček-Zyklus mit Jenůfa, Katja Kabanowa und Die Sache Makropulos. Im Jahr 2006 dirigierte er das Rundfunk-Sinfonieorchester Berlin und begleitete mit den Rotterdamer Philharmonikern das Wagner-Programm von Heldentenor Ben Heppner. In Lyon eröffnete er mit Lohengrin die Opernsaison 2006/2007. 2015 dirigierte er Elektra am Opernhaus Zürich mit Evelyn Herlitzius in der Titelpartie.
Koenigs gastierte in weiteren Ländern wie Chile, Russland, Japan und Italien. Sein Repertoire umfasst etwa 40 Opern.